# Huia (género)
Huia es un género de anfibios anuros de la familia Ranidae. Fue descrito por primera vez por Da-Tong Yang en 1991 a partir de un ejemplar de Rana cavitympanum Boulenger, 1893 de Borneo. El nombre del género es patronímico del herpetólogo chino Shuchin Hu.
Suelen ser conocidas como ranas de torrente ya que es ese su hábitat principal: pequeños y rápidos torrentes de montaña. Sin embargo este nombre, como ocurre con numerosas especies animales, también designa a otras ranas que nada tienen que ver con este género. Un nombre menos ambiguo y también usado, sobre todo en inglés, es el de ranas huia.

## Distribución
El área de distribución de este género se circunscribe a las islas de Java, Sumatra y Borneo en Indonesia y Malasia.

## Descripción
El cuerpo de los adultos es deprimido y delgado. La longitud de la tibia excede en más de 0,7 veces la longitud entre el morro y la cloaca, lo que le diferencia del género Amolops. El primer dedo de la mano es igual o ligeramente más largo que el segundo. Las yemas de los dedos de pies y manos se expanden en pequeños discos cuyo diámetro es menor que el del tímpano. Los pies están casi completamente palmeados. La última falange tiene forma de T y la anchura de la parte trasversal es menor de 0,6 veces su longitud, lo que le diferencia del género Meristogenys. El primer metacarpo es entre la mitad y dos tercios la longitud del segundo. La parte anterior de los huesos nasales se disponen muy próximos y en paralelo. El tímpano es traslúcido, cercano al ojo en los machos que poseen un par de sacos vocales.
La cabeza de los renacuajos es oval, el morro redondeado y plano por debajo, los ojos dorsales y las narinas están más cerca de los ojos que del morro. En la boca poseen más de cinco filas continuas de dentículos inferiores con la fórmula I-I:V-VIII. El pico superior tiene forma de M y el inferior de V. Ninguno de ellos está dividido, tienen el borde aserrado y su superficie exterior es suave. El labio superior se encuentra desprovisto de papilas. A continuación de la boca aparece una abultada y bien desarrollada ventosa abdominal, al igual que ocurre, por convergencia evolutiva, en los de Amolops, Meristogenys y Rana sauteri. Esta ventosa les es muy útil para mantenerse fijos en el fondo de los torrentes donde habitan y no ser arrastrados. Las glándulas postorbitales siempre están presentes. También aparecen algunas glándulas dispersas en la cabeza, dorso y, a veces, en la cola y vientre.

## Sistemática y taxonomía
La mitad de las especies de este género formaron parte del género Rana hasta finales del siglo XX cuando fueron incluidas en el género Amolops. Yang, en 1991, las incluyó en el recién creado género Huia. Alain Dubois (del Museo Nacional de Historia Natural en París), en 1992, lo consideró subgénero de Amolops. Darrel R. Frost (del Museo Americano de Historia Natural) y sus colaboradores, en 2006 y basándose en evidencias del análisis molecular, sugirieron que debería incluirse en el amplio grupo que ahora se denomina Odorrana y que Huia es un género hermano de Babina. Sin embargo, al año siguiente, el equipo de Jing Che (de la Universidad de Sichuan y de la Academia China de las Ciencias) demostró que el grupo de Huia estaba lejos del de Odorrana, señalando también que Huia no es, filogenéticamente, parte de Amolops. También en 2007, Hong-xia Cai (de la Universidad de Sichuan) y colaboradores sugirieron que los géneros Huia y Meristogenys son un grupo monofilético pero parafiléticos entre sí. Un año más tarde Bryan L. Stuart (del Museo Field de Historia Natural) demostró que Huia es, efectivamente, parafilético y taxón hermano de Meristogenys y, además, basal del género Clinotarsus.
Muchas especies de Amolops y Odorrana convergen de una forma muy marcada con Huia. O. absita, por ejemplo, es muy similar en hábitos a la alopátrica H. masonii, que aunque puede no ser un miembro de Huia en el más estricto sentido, es, al menos, un pariente muy próximo.
Hasta unas 55 especies (la mayoría del género Odorrana, que, a veces, es considerado sinónimo de Huia) son incluidas en Huia, según algunos autores. Por otro lado, la rana nariguda de torrente, que fuera Huia nasica, está ahora incluida en el género Odorrana. Por tanto, muchos de los cambios de género parecen prematuros y la tendencia es a que Huia se quede con pocas especies y Odorrana se mantenga como género independiente.

### Especies
5 especies componen este género:
- Huia cavitympanum  (Boulenger, 1893)
- Huia masonii  (Boulenger, 1884)
- Huia melasma Stuart & Chan-ard, 2005
- Huia modiglianii  (Doria, Salvidio & Tavano, 1999)
- Huia sumatrana  Yang, 1991